# Интерлеукин 13
Интерлеукин 13 (ИЛ-13) је цитокин који луче многи типови ћелија, а посебно T помоћне ћелије тип 2 (Тх2) ћелије, које су важан медијатор алергијске инфламације и болести.

## Функције
Поред ефекта на имуне ћелије који је слични онима од блиско сродног цитокина ИЛ-4, ИЛ-13 је (што је важније) имплициран као централни медијатор физиолошких промена индукованих алергијском инфламацијом многих ткива. ИЛ-13 производи своје ефекте путем рецептора који се састоји од више подјединица: алфа ланац ИЛ-4 рецептора (ИЛ-4Рα), и најмање једног од два позната ИЛ-13-специфична везујућа ланца. Већина ИЛ-13 биолошких ефеката, попут ИЛ-4 ефеката, су везане за један транскрипциони фактор, претварач сигнала и активатор транскрипције 6 (СTAT6).
ИЛ-13 функције се у великој мери преклапају са ИЛ-4 функцијама, посебно у погледу промена изазваних на хематопоетским ћелијама, мада су ти ефекти вероватно мање важни у односу на потентнију улогу цитокина ИЛ-4. Отуда, мада ИЛ-13 може да произведе секрецију имуноглобулина E (IgE) из активираних људских Б ћелија, ИЛ-13 брисање из миша нема значајног ефекта на било Тх2 ћелијски развој или антиген-специфични ИгЕ одзив индукован потентним алергенима. У поређењу с тим, брисање ИЛ-4 гена поништава те одзиве. Другим речима, ИЛ-13 није есенцијалан лимфоидни цитокин, већ је предоминантно молекулски мост које повезује алергијске инфламаторне ћелије са не-имуним ћелијама у контакту са њима.
Мада је ИЛ-13 примарно асоциран са индукцијом путева дисања, он такође има антиинфламаторне особине. Матрикс металопротеазе (ММП) дисајних путева, које су протеин-деградирајући ензими, су неопходне да изазову излаз израђених паренхиматозних инфламаторних ћелија у лумен дисајних путевима, где се оне одстрањују. Међу другим факторима, ИЛ-13 индуцира ММП као део механизма који штити против сувишне алергијске инфламације која је предиспозиција за гушење.

## Клинички значај
ИЛ-13 специфично подстиче физиолошке промене у органима нападнутим паразитима које су неопходне да би се избацили страни организми, или њихови продукти. На пример, за извацивање из стомака разних мишјих црвених глиста потребан је ИЛ-13 који је излучен из Тх2 ћелија. ИЛ-13 изазива неколико промена у стомаку које стварају непријатељско окружење за паразите, укључујући појачане контракције и гликопротеин хипер-секрецију из стомачних Епителско ткиво епителијалних ћелија, што ултимативно доводи одвајања организма са зида стомака и њихово одстрањење.
Јаја паразита Schistosoma mansoni могу бити усађене у више органа укључујући зид стомака, јетру, плућа и чак централни нервни систем, што подстиче формацију гранулома под ИЛ-13 контролом. Овде, међутим, евентуални резултат је оштећење органа, и често озбиљна или чак фатална болест, а не резолуција инфекције. Један концепт у помолу је да ИЛ-13 можда антагонизира Тх1 одзив које је потребан за решење интрацелуларних инфекција. У том имуном дерегулисаном контексту, обележеном регрутовањем неуобичајено великог броја Тх2 ћелија, ИЛ-13 инхибира способност домаћинових имуних ћелија да униште интрацелуларне патогене.
ИЛ-13 је одговоран за многе особине алергијских плућних болести, укључујући метапласиа гоблет ћелија и мукозна хиперсекреција које доприносе обструкцији дисајних канала.